# مريم زاكس
مريم زاكس هي كاتِبة إيرانية، ولدت في 25 سبتمبر 1961 في طهران في إيران.

## وصلات خارجية
- الموقع الرسمي